# 久保欣也
久保 欣也（くぼ きんや、1981年4月3日 - ）は、日本の実業家、経営コンサルタント。

## 人物
早稲田大学理工学部卒業。東京大学大学院工学系研究科化学システム工学専攻修了（工学修士）後、東京電力株式会社に入社。エネルギー・環境分野での事業開発に従事。その後、株式会社ドリームインキュベータにて経営戦略・新規事業のコンサルティングなどに従事。
2015年にビジネスデザイン研究所を設立し、代表取締役に就任。電力業界向けのコンサルティングを行う。その後、2016年1月、グループ会社として株式会社レジンを設立し、主に情報システムサービスの企画・設計や開発に携わる。
2018年5月、株式会社日本省電を設立。大企業におけるエネルギー調達の総合的な支援やESG/SDGs向けの再エネ電力調達の支援を行う。2020年、サンフロンティア不動産株式会社 ( 東京都千代田区、代表取締役社長:堀口智顕 ) と協業し、日本初となるオフィスビルテナント向けの再生可能エネルギー電力サービスを開始。
早稲田大学招聘研究員の経験もあり、本業の傍ら日経BPの講師なども務め、対談や講義、電力に関する執筆、講演活動を行っている。

## 著書
- 『コスト削減と再エネ導入を成功させる 最強の電力調達 完全ガイド』（日経BP，2020年）[11]